# Liste der Kulturgüter in Roveredo
Die Liste der Kulturgüter in Roveredo enthält alle Objekte in der Gemeinde Roveredo im Kanton Graubünden, die gemäss der Haager Konvention zum Schutz von Kulturgut bei bewaffneten Konflikten, dem Bundesgesetz vom 20. Juni 2014 über den Schutz der Kulturgüter bei bewaffneten Konflikten sowie der Verordnung vom 29. Oktober 2014 über den Schutz der Kulturgüter bei bewaffneten Konflikten unter Schutz stehen.
Objekte der Kategorien A und B sind vollständig in der Liste enthalten, Objekte der Kategorie C fehlen zurzeit (Stand: 1. Januar 2018).

## Kulturgüter
| Foto |                                                                                   | Objekt                                                                                  | Kat. | Typ | Standort                                      | Beschreibung |
| ---- | --------------------------------------------------------------------------------- | --------------------------------------------------------------------------------------- | ---- | --- | --------------------------------------------- | ------------ |
| ja   | Datei hochladen · Wikidata zu Madonna del Ponte chiuso (Q3668954)                 | Kirche Madonna der geschlossenen Brücke / Chiesa Madonna del Ponte chiuso KGS-Nr.: 3184 | A    | G   | Gardelina 2 730460 / 121240                   |              |
| ja   | Datei hochladen · Wikidata zu Casa Tenchio, Roveredo (Q29784989)                  | Haus Tenchio / Casa Tenchio KGS-Nr.: 3185                                               | B    | G   | Piazèta 6 / Caraa di Zechin 3 730411 / 122079 |              |
| BW   | Datei hochladen · Wikidata zu Haus Zuccalli (Q29784991)                           | Haus Zuccalli / Casa Zuccalli KGS-Nr.: 3186                                             | B    | G   | Pianèzz 263 730290 / 121575                   |              |
| ja   | Datei hochladen · Wikidata zu Chiesa cattolica di San Giulio, Roveredo (Q3670598) | Katholische Kirche San Giulio / Chiesa cattolica di San Giulio KGS-Nr.: 3187            | B    | G   | Strade de San Giuli 52 729699 / 121569        |              |
| ja   | Datei hochladen · Wikidata zu Chiesa Sant’Antonio, Roveredo (Q29784994)           | Kirche Sant’Antonio / Chiesa Sant’Antonio KGS-Nr.: 3188                                 | B    | G   | Piaza 43 730642 / 122241                      |              |
| ja   | Datei hochladen · Wikidata zu Palazzo Comacio, Roveredo (Q29784997)               | Palazzo Comacio KGS-Nr.: 3189                                                           | B    | G   | Sótt a la Gésa 19 729690 / 121670             |              |
| BW   | Datei hochladen · Wikidata zu Haus mit Park (Q29784985)                           | Haus mit Park / Casa con parco KGS-Nr.: 10763                                           | B    | G   | Strada de San Fedee 8 730440 / 121880         |              |
| ja   | Datei hochladen · Wikidata zu Casa Gabrieli, Roveredo (Q29784986)                 | Haus Gabrieli / Casa Gabrieli KGS-Nr.: 12471                                            | B    | G   | In Rugn 9 729972 / 121520                     |              |
| ja   | Datei hochladen · Wikidata zu Casa Nicola, Roveredo (Q29784988)                   | Haus Nicola / Casa Nicola KGS-Nr.: 12472                                                | B    | G   | Caraa de San Fedee 10 730165 / 121285         |              |
| ja   | Datei hochladen · Wikidata zu Palazzo Toveda, Roveredo (Q29784996)                | Palazzo Tovéda KGS-Nr.: 12473                                                           | B    | G   | Strada de San Fedee 231 730387 / 121796       |              |